# Желехув (Любуське воєводство)
Желехув (пол. Żelechów) — село в Польщі, у гміні Лаґув Свебодзінського повіту Любуського воєводства.
Населення — 350 осіб (2011).
У 1975-1998 роках село належало до Зеленогурського воєводства.

## Демографія
Демографічна структура станом на 31 березня 2011 року:
|          | Загалом | Допрацездатний вік | Працездатний вік | Постпрацездатний вік |
| -------- | ------- | ------------------ | ---------------- | -------------------- |
| Чоловіки | 175     | 35                 | 124              | 16                   |
| Жінки    | 175     | 36                 | 96               | 43                   |
| Разом    | 350     | 71                 | 220              | 59                   |